# Nikolai Nikolajewitsch Miklucho-Maklai

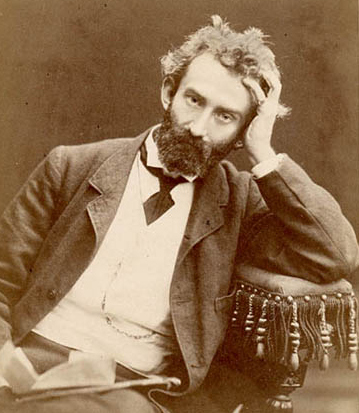
Nikolai Miklucho-Maklai, um 1875

Nikolai Nikolajewitsch Miklucho-Maklai (auch Nikolai Miklouho-Maclay; russisch Николай Николаевич Миклухо-Маклай, wissenschaftliche Transliteration Nikolaj Nikolaevič Miklucho-Maklaj; ukrainisch: Мико́ла Микола́йович Миклу́хо-Макла́й; * 5. Julijul. / 17. Juli 1846greg. in Jasykowo nahe der Stadt Nowgorod; † 2. Apriljul. / 14. April 1888greg. in Sankt Petersburg) war ein russischer Forscher, Künstler und Humanist ukrainischer Herkunft und ist neben seinen biologischen und zoologischen Arbeiten vor allem als Anthropologe und Erforscher Neuguineas bekannt. Er stammte aus der ukrainischen Kosakenfamilie von Myklucho.

## Leben
Miklucho-Maklais Vater war Ingenieur und gehörte dem von Katharina der Großen geschaffenem Erbadel an. Ein anderer Vorfahr war aus Schottland nach Russland eingewandert, woraus der zweite Nachname Maclay resultiert. Für seinen Namen sind verschiedene Schreibweise in Gebrauch: Miklouho-Maclay, Myklukho-Maclay, Mikloucho-Maclay, Miklukho-Maclaj und Nicholas Maclay.
Nikolai war elf Jahre alt, als sein Vater starb und die Familie verarmte. Ein 1863 begonnenes Studium der Physik und Mathematik in Sankt Petersburg musste abgebrochen werden, weil der junge Nikolai an verbotenen politischen Studententreffen teilnahm. Miklucho-Maklai bekam Studierverbot und ging nach Deutschland, wo er in Heidelberg, Leipzig und Jena Philosophie und Medizin studierte und zur Finanzierung seines Lebensunterhalts nebenher arbeitete.
Er fertigte Mitschriften sowohl von den Vorlesungen über Zoologie von Ernst Haeckel als auch über die Menschliche Anatomie von Carl Gegenbaur an.

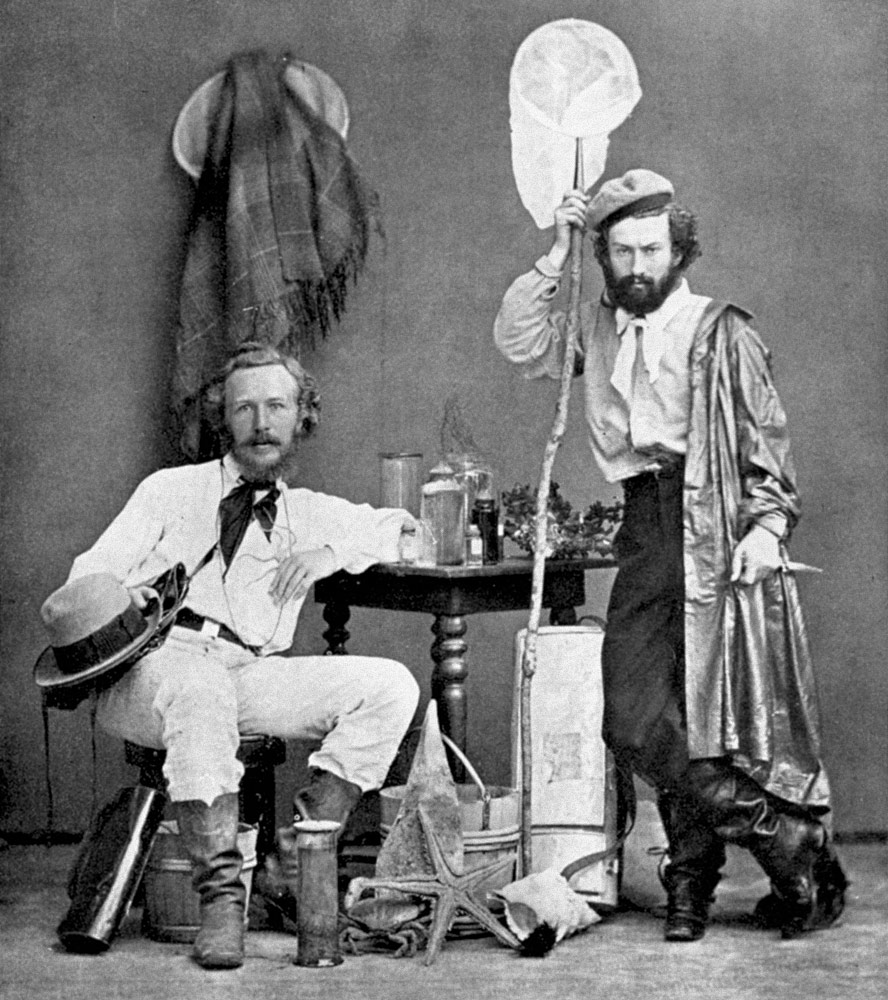
Ernst Haeckel und Nicolai Miklucho-Maklai 1866 auf den Kanarischen Inseln

Der Neunzehnjährige fiel dem bekannten Naturforscher und Darwinisten Ernst Haeckel auf, der ihn als wissenschaftlichen Assistenten auf eine ausgedehnte Reise nach Madeira, den Kanarischen Inseln und Marokko mitnahm. In Jena führte Miklucho-Maklai seine Studien der Zoologie, Anatomie und Botanik fort und unternahm 1867 eine Reise nach Sizilien sowie 1869, als Muslim gekleidet, seine erste selbstständige Reise ans Rote Meer und nach Arabien. Um 1871 brach er den Kontakt zu Haeckel vermutlich wegen fachlicher Differenzen ab.
Über Konstantinopel kehrte er nach Sankt Petersburg zurück und arbeitete als Assistent von Karl Ernst von Baer, der mit seinen Ansichten von der Gleichheit der Menschen auch Friedrich Engels beeinflusste. Dort wurde Miklucho-Maklai auch auf ein Buch des deutschen Südseeforschers Otto Finsch aufmerksam, das ihn für die fremde und fast noch unerforschte Insel Neuguinea begeisterte.
Mühsam brachte er die Mittel für eine Zwei-Mann-Expedition auf und verließ im Oktober 1870 auf der russischen Korvette Witjas den Hafen Kronstadt. Die Reise dauerte ein Jahr und führte über Brasilien und Chile in die Südsee. Nach Zwischenaufenthalten auf der Osterinsel, auf Tahiti und Samoa setzte Kapitän Nasimow den unerschrockenen Forscher am 20. September 1871 in der Astrolabe-Bucht an der Nordküste Neuguineas unweit der heutigen Stadt Madang ab, an einem Flecken Land, den noch kein Weißer je betreten hatte. Hier sollte er 15 Monate bleiben, nur in Begleitung seines furchtsamen und pessimistischen Dieners, des schwedischen Seemanns Olsson.
Von 1873 bis 1875 forschte Miklucho-Maklai im Innern der Halbinsel Malakka.
Miklucho-Maklai ist noch heute eine Legende in Papua-Neuguinea. Furchtlos begegnete er den angeblich menschenfleischessenden Ureinwohnern und wurde als der „Mondmann“ bekannt. Die Papuaner hatten noch nie einen Weißen gesehen und glaubten, er habe seine übernatürlichen Kräfte vom Mondgott. Miklucho-Maklai wurde zum unsterblichen Halbgott für die Papuaner, und er förderte nach Kräften den Glauben an seine magischen Kräfte. Noch heute ist Miklucho-Maklai in seiner russischen Heimat als „der Mondmann“ berühmt.
In Australien ist er auch als „der weiße Papuaner“ bekannt. Nach einem weiteren Aufenthalt von 1876 bis 1877 in Neuguinea kam er 1878 auch nach Australien und ließ sich dort nieder. Mit William John Macleay veröffentlichte er drei wissenschaftliche Arbeiten und eröffnete die erste meeresbiologische Station Australiens. Er wurde der Öffentlichkeit aber weniger durch seine bahnbrechenden Arbeiten über Neuguinea bekannt, sondern mehr durch die Art und Weise, wie er sich für die Rechte der Ureinwohner einsetzte und die Rolle der Weißen kritisch sah. Neuguinea besuchte er noch zweimal.
Er schrieb an die britische und russische Regierung, um sie von weiterer Kolonisierung Neuguineas abzuhalten. 1881 schuf er einen Plan, wonach der noch nicht kolonisierte Teil der Insel von einem „Großen Rat der Eingeborenen“ (Native Great Council) regiert werden sollte, dessen Berater und Botschafter er gerne werden wollte.
1884 landete Otto Finsch, dessen Buch ihn für Neuguinea begeistert hatte, in der Astrolabe-Bucht, gab sich als Freund oder gar Bruder von Miklucho-Maklai aus und nahm das Land für Deutschland in Besitz. Bis zum Ende des Jahres 1884 war der ganze Osten Neuguineas zwischen England und Deutschland aufgeteilt, während der Westen weiterhin den Niederlanden unterstand.
Nachdem Zar Alexander III. ihm die Erlaubnis gegeben hatte, heiratete Miklucho-Maklai im selben Jahr Margaret Emma Robertson, die Tochter eines hohen australischen Politikers, der gegen die Hochzeit mit dem armen Russen war. Mit ihren zwei Söhnen zog die junge Familie 1887 nach Russland, wo Miklucho-Maklai ein Jahr später 42-jährig an einer seltenen Krankheit starb, die er sich in den Tropen zugezogen hatte.
Einige Zeitgenossen vermuteten, dass er sich nur verborgen hielt. So glaubt die Universität von Melbourne aufgrund von Dokumenten in ihrem Besitz, dass er erst am 1. Januar 1936 im Alter von fast neunzig Jahren in Melbourne gestorben sei, während auf der Website der Universität Sydney das allgemein angenommene Todesdatum 1888 steht (siehe Links).
Seine Frau ließ auf seinen Grabstein in Sankt Petersburg meißeln: „Nichts als der Tod kann uns trennen“ und kehrte nach Australien zurück. Miklucho-Maklai hatte drei Enkel und etliche Urenkel, von denen einer Astronom wurde und nach seinem Altvater einen Stern benannte.

## Rezeption
Nach Miklucho-Maklai ist das Institut für Ethnologie und Anthropologie der Russischen Akademie der Wissenschaften benannt. Gleiches gilt für die Bucht Zaliv Mikluho-Maklaja in der Antarktis sowie für den Asteroiden (3196) Maklaj im äußeren Hauptgürtel.
Leo Tolstoi urteilte über ihn: „Du warst der Erste, der aus eigener Erfahrung unmissverständlich demonstrierte, dass ein Mensch überall Mensch ist.“
Alexander Rasumnys Film Das Leben eines großen Forschers (1947) stellt eine künstlerische Umsetzung von Miklucho-Maklais Schaffen dar. Verkörpert wurden der Forscher und seine Ehefrau von Sergei Kurilow und Galina Grigorjewa.

## Schriften (Auswahl)
- Miklucho-Maclay: Ueber ein Schwimmblasenrudiment bei Selachiern. Mit Tafel X. In: Jenaische Zeitschrift für Medicin und Naturwissenschaft 3. Band, 1867, S. 448–453.
- N. Miklucho-Maclay: Beiträge zur Kenntniss der Spongien. I. Mit Tafel IV. und V. In: Jenaische Zeitschrift für Medicin und Naturwissenschaft 4. Band, 1868, S. 221–240.
- Miklucho-Maclay: Beitrag zur vergleichenden Anatomie des Gehirns. In: Jenaische Zeitschrift für Medicin und Naturwissenschaft 4. Band, 1868, S. 553–569.
- N. Miklucho-Maclay: Über einige Schwämme des nördlichen Stillen Oceans und des Eismeeres, welche im Zoologischen Museum der Kaiserlichen Akademie der Wissenschaften in St. Petersburg aufgestellt sind. Ein Beitrag zur Morphologie und Verbreitung der Spongien. (Mémoires de lʼAcadémie Impériale des Sciences de St.-Pétersbourg, VIIe série. Tome XV, No. 3.) St.-Pétersbourg 1870. Digitalisat.
- N. N. Miklucho-Maklaj: Tamo Russ. Reisetagebücher. Berlin, SWA-Verlag, um 1950. Aus dem Russischen übertragen von E. Sabel (mit vielen Illustrationen von Erich Gruner zu den Expeditionstagebüchern während des Aufenthalts an der Küste der Astrolabebai)
- Bei den Papuas. Die Reisetagebücher des  Nikolai Mikloucho-Maclay. Verlag Neues Leben, Berlin 1986, ISBN 3-355-00144-9.

Vorlesungsmitschriften:
- Uwe Hoßfeld u. a. (Hg.): Vorlesungen über menschliche Anatomie von Carl Gegenbaur. Die Vorlesungsmitschrift von Nikolai Nikolajewitsch Miklucho-Maclay aus dem Wintersemester 1865/66. Arnstadt 2022. ISBN 978-3-945068-56-4.
- Ingmar Werneburg, Uwe Hoßfeld, Christian Udo Rehm, Georgy Levit (Hg.): Vorlesung über Paleontologie von Ernst Haeckel. Die Vorlesungsmitschrift von Nikolai Nikolajewitsch Miklucho-Maclay aus dem Sommersemester 1866. Scidinge Hall, Tübingen 2022. ISBN 978-3-947020-17-1.